# 972 (číslo)
Devět set sedmdesát dva je přirozené číslo. Římskými číslicemi se zapisuje CMLXXII. Následuje po číslu devět set sedmdesát jedna a předchází číslu devět set sedmdesát tři.

## Matematika
972 je:
- Abundantní číslo
- Složené číslo
- Nešťastné číslo

## Astronomie
- (972) Cohnia je planetka hlavního pásu, kterou objevil v roce 1922 Max Wolf

## Ostatní
- +972 je mezinárodní telefonní předvolba Izraele

## Roky
- 972
- 972 př. n. l.